# Pachomius maculosus
Pachomius maculosus là một loài nhện trong họ Salticidae.
Loài này thuộc chi Pachomius. Pachomius maculosus được Arthur Merton Chickering miêu tả năm 1946.